# Zinaida Kliuchynskaya
Zinaida Kliuchynskaya –en bielorruso, Зінаіда Ключынская– (31 de marzo de 1985) es una deportista bielorrusa que compitió en remo. Ganó dos medallas en el Campeonato Europeo de Remo, en los años 2009 y 2010.

## Palmarés internacional
| Campeonato Europeo | Campeonato Europeo          | Campeonato Europeo | Campeonato Europeo |
| Año                | Lugar                       | Medalla            | Prueba             |
| ------------------ | --------------------------- | ------------------ | ------------------ |
| 2009               | Brest (Bielorrusia)         | Medalla de plata   | Ocho con timonel   |
| 2010               | Montemor-o-Velho (Portugal) | Medalla de oro     | Cuatro sin timonel |